# Aiello del Sabato
Aiello del Sabato é uma comuna italiana da região da Campania, província de Avellino, com cerca de 3.214 habitantes. Estende-se por uma área de 10 km², tendo uma densidade populacional de 321 hab/km². Faz fronteira com Atripalda, Avellino, Cesinali, Contrada, San Michele di Serino, Serino, Solofra.

## Demografia
| Variação demográfica do município entre 1861 e 2011                               |
|                                                                                   |
| Fonte: Istituto Nazionale di Statistica (ISTAT) - Elaboração gráfica da Wikipedia |